# Márcio Vassallo
Márcio Vassallo (Rio de Janeiro, 18 de Dezembro de 1967) é  jornalista e escritor. Seu primeiro livro publicado foi A Princesa Tiana e o sapo Gazé em 1998. O livro foi selecionado para o Catálogo de Autores Brasileiros da Feira Internacional de Bolonha, na Itália, em 1998.

## Biografia
Márcio Vassallo nasceu no Rio de Janeiro,viveu dos 9 aos 11 anos em Brasília e dos 12 aos 17 anos de idade em Belém do Pará. Na década de 90, Márcio Vassallo resolveu criar o jornal Lector, periódico gratuito o qual ganhou vários elogios de grandes autores.
 Como jornalista, escreveu para os jornais O Globo, O Estado de S. Paulo, Tribuna da Imprensa, Jornal do Brasil e Folha de S.Paulo.
| “ | Nada é fácil, quando somos exigentes. Acho que sempre fui escritor, mesmo antes de começar a escrever. Eu já era escritor quando temperava histórias para os amigos na infância e na adolescência. | ” |
|   | — Márcio Vassallo, . |   |

Atualmente Márcio realiza oficinas em escolas pelo Brasil, dissertando sobre literatura, pedagogia, e a prática do educador no ambiente escolar. Além disso, outro ofício seu são suas consultorias literárias, uma revisão constituída pela crítica literária, linguística e gramatical da obra. 

Em 2024, seu livro "Um Gigante Tão Pequeno" recebeu o "Prêmio Sylvia Orthof" de melhor obra na categoria "literatura infanfil", concedido pela Fundação Biblioteca Nacional.  

## Obra

### Títulos Infanto-Juvenis
- 1998 - A Princesa Tiana e o sapo Gazé [1]
- 1999 - O príncipe sem sonhos[5]
- 2001 - A fada afilhada[6]
- 2005 - O menino da chuva no cabelo[7]
- 2007 - Valentina[8]
- 2010 - Da minha praia até o Japão
- 2010 -  A Professora Encantadora[9]
- 2011 -  Minha Princesa Africana[10]
- 2013 -  De Filho para Pai[11]
- 2024 - Um Gigante Tão Pequeno

### Obras de não-ficção
- 2005 - Mario Quintana - coleção Mestres da Literatura[12]
- 2007 - Mães: o que elas têm a dizer sobre educação [13]

### Organização, seleção e participações
- 2005 - Valores para viver [14]
- 2006 - O livro dos sentimentos [15]
- 2007 - Para viver com poesia (obra traduzida em italiano: Per vivere con poesia, Graphe.it edizioni, Perúgia 2010)
- 2007 - Contos do Quintal

## Mídia Televisiva
Márcio Vassallo teve notórias aparições televisivas, como por exemplo no programa Mais Você, apresentado por Ana Maria Braga, além de aparecer diversas vezes  no programa Sem Censura. Em 2014 Márcio Vassallo deu uma entrevista no programa Globo News literatura, apresentado pelo escritor Edney Silvestre, a enterevista foi exibida pela primeira vez no dia 7 de Fevereiro, as 19:30.  Seu livro já foi recomendado 2 vezes pelo apresentador Fausto Silva, no seu programa que passa aos domingos, Domingão do Faustão. Márcio